# Casaluce
Casaluce község (comune) Olaszország Campania régiójában, Caserta megyében.

## Fekvése
A megye déli részén fekszik, Nápolytól 20 km-re északnyugatra valamint Caserta városától 13 km-re délnyugati irányban. Határai: Aversa, Frignano, San Tammaro, Santa Maria Capua Vetere és Teverola.

## Története
Első írásos említése 964-ből származik. A következő századokban nemesi birtok volt. A 19. században nyerte el önállóságát, amikor a Nápolyi Királyságban felszámolták a feudalizmust.

## Népessége
A népesség számának alakulása:

## Főbb látnivalói
- Santa Maria ad Nives-templom
- Castello di Popone (a település középkori várának romjai)